# Sirte
Sirte, també Sirt o Surt (àrab: سرت, Sirt; grec antic: Σύρτις) és una ciutat i capital de la xabiyya de Sirte, Líbia. Està a mig camí entre Trípoli i Bengasi. La ciutat moderna fou fundada com a establiment pels italians a uns 50 km a l'oest de l'antiga Sirt, una fortalesa otomana; va esdevenir ciutat després de la Segona Guerra Mundial i va créixer després de 1969, quan el coronel Moammar al-Gaddafi va assolir el poder al país, ja que era la seva ciutat natal.
A la zona hi va haver l'establiment fenici de Macomedes-Euphranta. La regió no tenia sobirania i va esdevenir un cau de bandits. A l'època clàssica, la costa era considerada molt perillosa i se l'anomena inhospita Syrtis en l'Eneida de Virgili.
El 1842, els otomans van construir la fortalesa de Màrsat az-Zafran ('port del Safrà'), després Qasr az-Zafran ('castell del Safrà') i més tard Qasr Sirt. La fortalesa fou construïda sota Abdülmecid I com a part de la restauració del control otomà a Tripolitana després de la caiguda de la dinastia Karamanli. A l'entorn de la fortificació, els italians van fundar un nou establiment el 1912 que va créixer progressivament. Sota la colònia italiana Sirte fou centre administratiu, però era poc important encara en la II Guerra mundial i no s'hi registra cap fet a destacar excepte que el 1942 va néixer en una tenda de nòmades de la tribu Gaddafa a Qasr Abu-Hadi (a uns 20 km al sud), el futur president Muammar al-Gaddafi, que va estudiar a la ciutat des de 1952. Després de la guerra, s'hi va descobrir a la rodalia petroli i se'n va començar l'explotació i la ciutat va agafar certa importància. El 1969, Gaddafi va assolir el poder i va iniciar aviat fortes inversions a la ciutat, que va quedar molt millorada.
A Sirte, es va signar el tractat de fundació de la Unió Africana (UA) el 1999, en la reunió de la OUA (Organització de la Unitat Africana) realitzada a Líbia i de la qual Gaddafi fou l'amfitrió. També és el lloc on es va signar un dels tractats que va posar fi temporal a la Segona Guerra del Congo, sota els auspicis de Gaddafi (18 d'abril de 1999). El mateix 1999, Gaddafi va proposar formar uns Estats Units d'Àfrica que tindrien com a capital Sirte; el 2007, es va anunciar la construcció d'un aeroport internacional i un port. Aquest any, Sirte va rebre les delegacions del Sudan i dels rebels del Darfur, que van ajustar un acord de pau.
Durant la Guerra Civil de Líbia de 2011, Quan les forces d'intervenció de l'OTAN van atacar Líbia en suport dels rebels de Cirenaica el 2011, Sirte va romandre lleial al règim de Gaddafi; l'1 de setembre de 2011, després de la caiguda de Trípoli, Gaddafi va declarar la ciutat com a nova capital del país. Durant el setembre de 2011, fou atacada intensivament per avions de l'OTAN i forces de terra dels abans rebels (que ja havien agafat el poder a Trípoli) i, contra les previsions, la ciutat va oferir una resistència ferotge fins al 20 d'octubre, quan fou capturada, i Gaddafi mort.
Durant el caos generalitzat i la guerra civil que va seguir la revolució de 2014 i va provocar l'erosió del control territorial sota el Congrés Nacional General, la facció locals lleial a Estat Islàmic, que prèviament s’havia apoderat de la ciutat portuària de Derna, va llançar un atac el març del 2015 per capturar Sirte, que llavors era ocupada per una milícia islamista, i va caure el maig del 2015. Al maig de 2016, Govern d'Acord Nacional i el Govern de Salvació Nacional van llançar una ofensiva conjunta per capturar Sirte i el seu entorn a Estat Islàmic zones a que va perdre el control de tots els territoris significatius que havia aconseguit a Líbia.

## Golf de Sirte
Sirte fou el nom donat des d'època clàssica a les dues entrades més àmplies que forma la Mediterrània a l'Àfrica septentrional, conegudes pels romans com a Syrtis Major i Syrtis Minor. Vegeu golf de Sirte.

## Surt
La Sirte o Surt medieval s'anomena avui dia Madinat Sultan o al-Mudayna i es troba a 55 km a l'est de Sirte. Vegeu Madinat Sultan.